# Difficult to Cure
Albums de Rainbow
Down to Earth
(1979) The Best of Rainbow
(1981)
Singles
1. I Surrender
Sortie : janvier 1981
2. Can't Happen Here
Sortie : juin 1981
3. Difficult to Cure
Sortie : 1981

Difficult to Cure est le cinquième album studio du groupe de hard rock anglais Rainbow fondé par Ritchie Blackmore. Il sort le 3 février 1981 sur le label Polydor Records et est produit par Roger Glover.

## Historique
Après le court passage de Graham Bonnet au chant, Rainbow se trouve en 1980 un nouveau frontman en la personne de Joe Lynn Turner, chanteur au timbre très FM qui tiendra le micro jusqu’à la dissolution du groupe en 1984. Celui-ci officiait auparavant dans le groupe américain Fandango.
L'album est enregistré au Danemark dans les Studios Sweet Silence avec Flemming Rasmussen comme ingénieur du son.
C'est également le premier album avec Bobby Rondinelli qui remplace Cozy Powell et le second avec Don Airey aux claviers qui contribue à la composition sur deux titres.
L'album s'ouvre sur un nouveau titre emprunté à Russ Ballard (en), I Surrender, qui sortira en single, grimpera à la 3e place des charts britanniques et sera certifié disque d'argent pour plus de 200 000 exemplaires vendus. Le deuxième single Can't Happen Here se classe à la 20e place en Grande Bretagne. Il comprend aussi deux titres instrumentaux, Vielleicht Das Nächste Mal (Maybe Next Time) et, dans le titre éponyme, une adaptation de l'Ode à la joie inclus dans la Symphonie no 9 de Beethoven.
Cet album est une grande réussite dans le style hard « FM » que Richie Blackmore souhaite développer : il se classe à la 3e place des charts britanniques, ce qui sera le meilleur classement d'un album de Rainbow.

## Liste des titres

### Face 1
| No | Titre                                        | Auteur                          | Durée |
| -- | -------------------------------------------- | ------------------------------- | ----- |
| 1. | I Surrender                                  | Russ Ballard (en)               | 4:01  |
| 2. | Spotlight Kid                                | Ritchie Blackmore, Roger Glover | 4:52  |
| 3. | No Release                                   | Blackmore, Glover, Don Airey    | 5:20  |
| 4. | Magic                                        | Brian Moran                     | 4:05  |
| 5. | Vielleicht Das Nachste Mal (Maybe Next Time) | Blackmore, Airey                | 3:20  |

### Face 2
| No | Titre                                 | Auteur                                                | Durée |
| -- | ------------------------------------- | ----------------------------------------------------- | ----- |
| 6. | Can't Happen Here                     | Blackmore, Glover                                     | 4:55  |
| 7. | Freedom Fighter                       | Blackmore, Glover, Joe Lynn Turner                    | 4:20  |
| 8. | Midtown Tunnel Vision                 | Blackmore, Glover, Turner                             | 4:31  |
| 9. | Difficult to Cure (Beethoven's Ninth) | Ludwig van Beethoven / arr. Blackmore, Glover, Turner | 5:55  |

## Musiciens
- Joe Lynn Turner : chant, chœurs
- Ritchie Blackmore : guitare
- Roger Glover : basse
- Bobby Rondinelli : batterie
- Don Airey : claviers

## Charts et certifications

### Album
| Pays        | Durée du classement | Meilleur classement | Date            |
| ----------- | ------------------- | ------------------- | --------------- |
| Allemagne   | 22 semaines         | 13e                 | 30 mars 1981    |
| États-Unis  | 16 semaines         | 50e                 | 25 avril 1981   |
| Norvège     | 10 semaines         | 17e                 | 16 mars 1981    |
| Pays-Bas    | 5 semaines          | 14e                 | 14 mars 1981    |
| Royaume-Uni | 22 semaines         | 3e                  | 28 février 1981 |
| Suède       | 5 semaines          | 9e                  | 13 mars 1981    |

Certifications
| Pays        | Certification | Ventes    | Date            |
| ----------- | ------------- | --------- | --------------- |
| Royaume-Uni | Or            | 100 000 + | 24 février 1981 |
| Finlande    | Or            | 25 000 +  | 1981            |

### Singles
Charts
| Single            | Chart            | Durée du classement | Position | Date            |
| ----------------- | ---------------- | ------------------- | -------- | --------------- |
| I Surrender       | UK Singles Chart | 10 semaines         | 3e       | 28 février 1981 |
| Can't Happen Here | UK Singles Chart | 8 semaines          | 20e      | 18 juillet 1981 |

Certification
| Pays        | titre       | Certification | Ventes    | Date             |
| ----------- | ----------- | ------------- | --------- | ---------------- |
| Royaume-Uni | I Surrender | Argent        | 200 000 + | 1er février 1981 |